# Коце Антов
Коце Антов е български просветен деец и революционер, участник във Вътрешната македоно-одринска революционна организация.

## Биография
Коце Антов е роден в град Кочани, тогава в Османската империя, днес в Северна Македония. Учителства в Драгобраще и Бунеш, като междувременно активно участва в дейността на ВМОРО. Коце Антов е извършителят на Магарешките атентати в Кочани през 1912 година, като при взрива загива и той самият.